# Diócesis de Ventimiglia-San Remo
La diócesis de Ventimiglia-San Remo (en latín: Dioecesis Ventimiliensis-Sancti Romuli y en italiano: Diocesi di Ventimiglia-San Remo) es una circunscripción eclesiástica de la Iglesia católica en Italia. Se trata de una diócesis latina, sufragánea de la arquidiócesis de Génova. Desde el 25 de enero de 2014 su obispo es Antonio Suetta.

## Territorio y organización

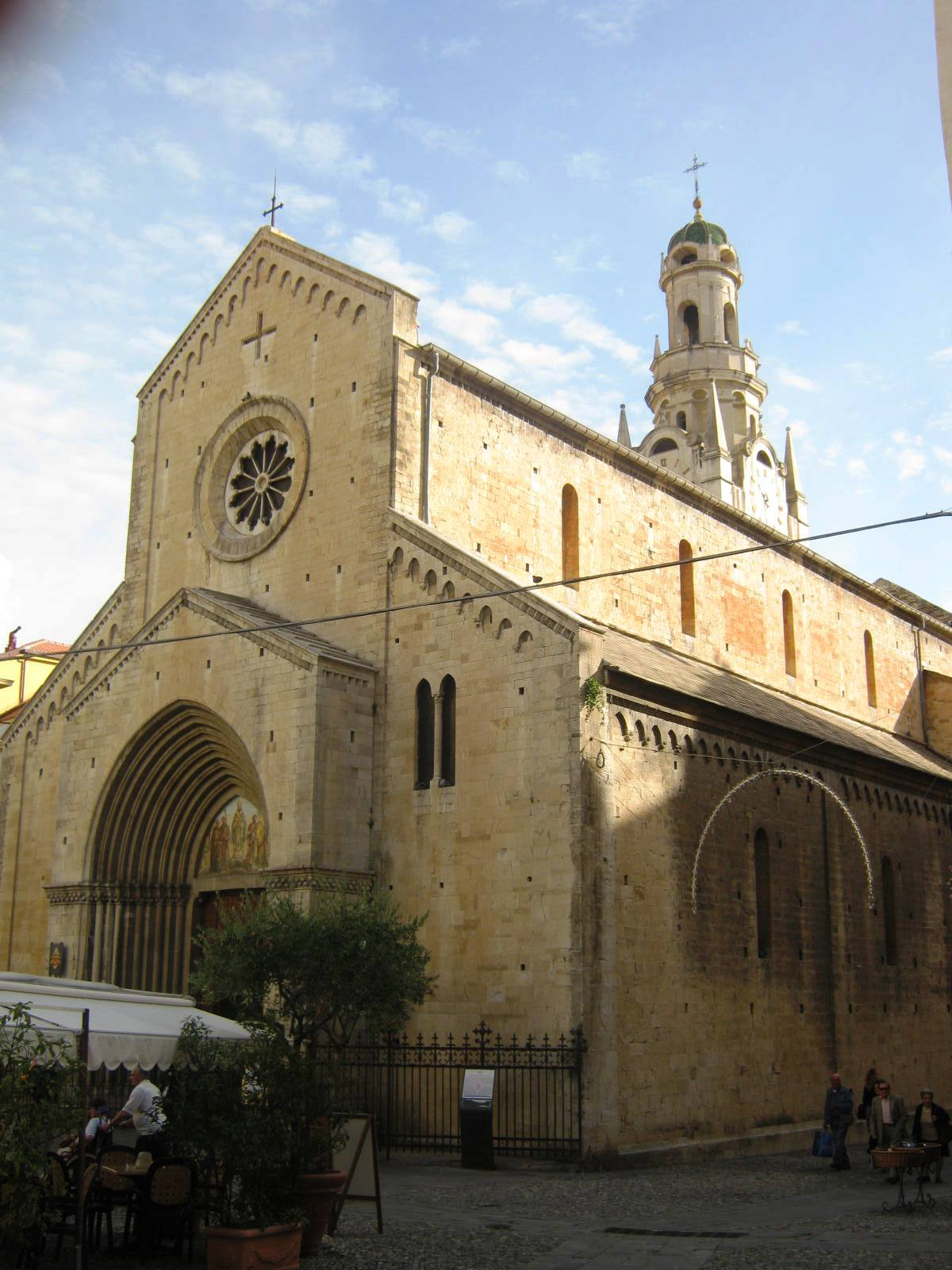
Concatedral de San Siro, en San Remo

La diócesis tiene 654 km² y extiende su jurisdicción sobre los fieles católicos de rito latino residentes en:
- la provincia de Cúneo de la región de Piamonte, comprendiendo la comuna de Briga Alta;
- la provincia de Imperia de la región de Liguria, comprendiendo las comunas de: Airole, Apricale, Badalucco, Bajardo, Bordighera, Camporosso, Castellaro, Castel Vittorio, Ceriana, Cipressa, Costarainera, Dolceacqua, Isolabona, Molini di Triora, Montalto Carpasio, Olivetta San Michele, Ospedaletti, Perinaldo, Pietrabruna (fracciones de Boscomare y Torre Paponi), Pigna, Pompeiana, Riva Ligure, Rocchetta Nervina, San Biagio della Cima, San Lorenzo al Mare, Sanremo, Santo Stefano al Mare, Seborga, Soldano, Taggia, Terzorio, Triora, Vallebona, Vallecrosia y Ventimiglia.

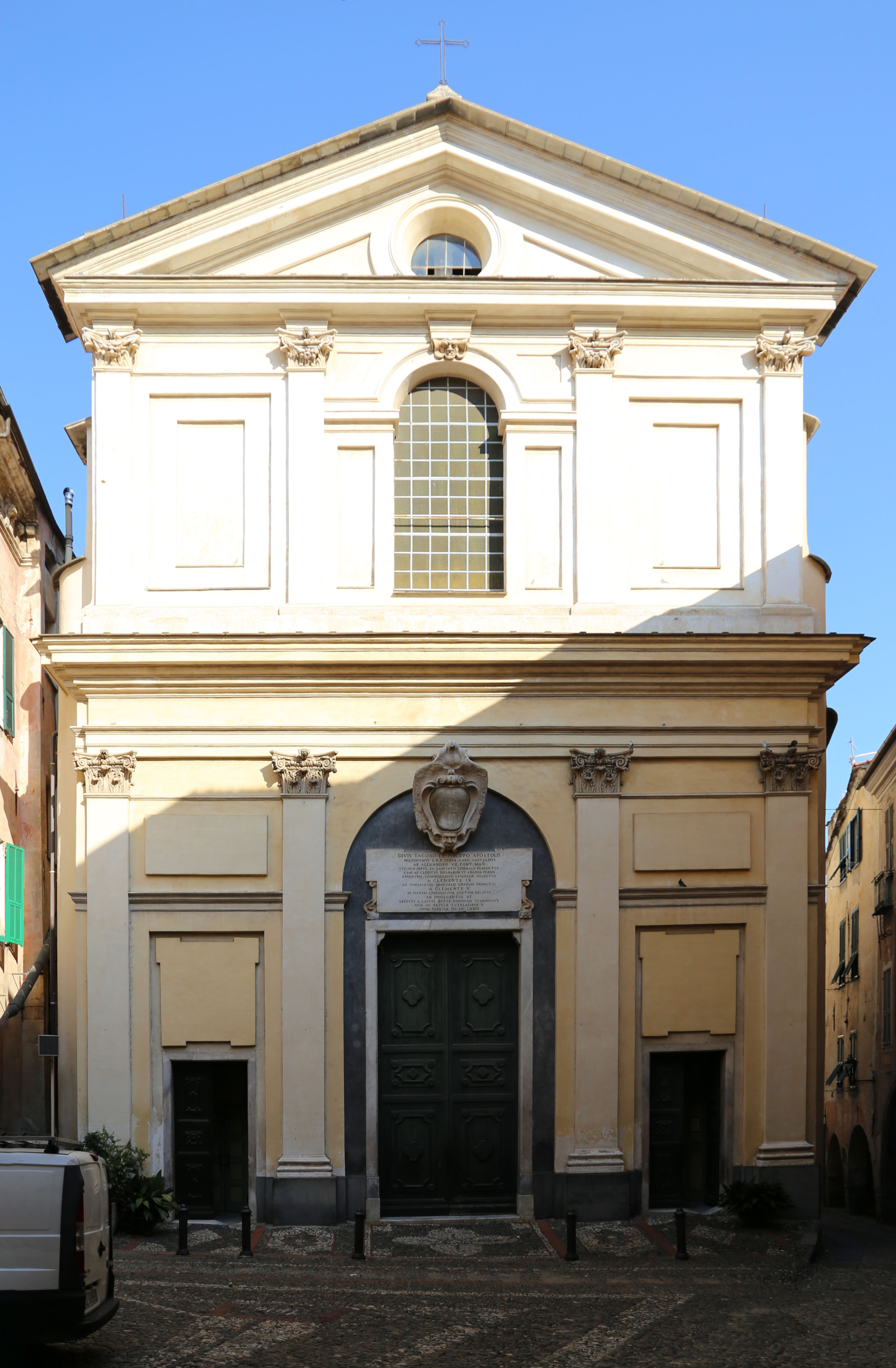
Basílica de los Santos Santiago y Felipe, en Taggia

La sede de la diócesis se encuentra en la ciudad de San Remo, en donde se halla la Concatedral de San Siro. En Ventimiglia se encuentra la Catedral de Santa María Asunta. El seminario diocesano fue trasladado de Bordighera a San Remo en 2017. Hay también otras dos basílicas menores en la diócesis: la de los Santos Santiago y Felipe, conocida como el santuario de la Virgen Milagrosa; y la del Sagrado Corazón de Jesús, una pedanía de San Remo.

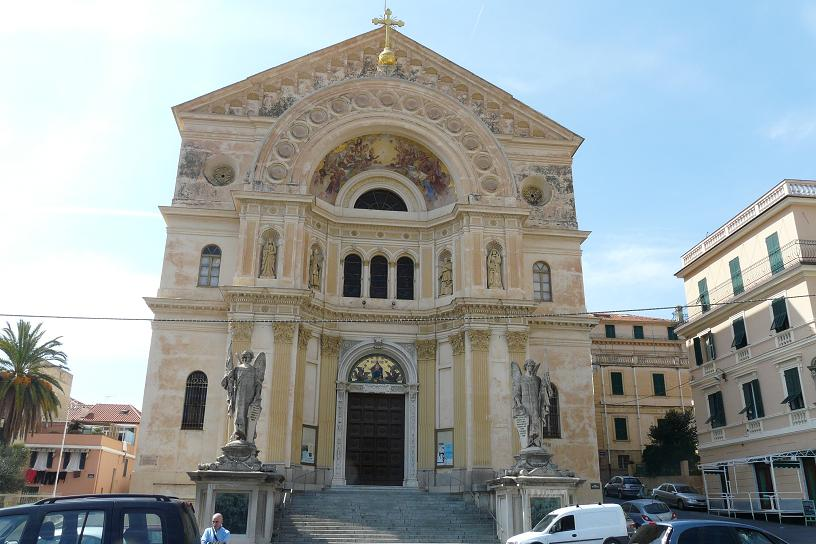
Basílica del Sagrado Corazón de Jesús, en Bussana

En 2022 en la diócesis existían 100 parroquias (solo 2 en la provincia de Cúneo) agrupadas en 4 vicariatos: Ventimiglia, Bordighera e Valle Nervia, Sanremo y Levante e Valle Argentina.

## Historia
El origen del cristianismo y de la primera organización eclesiástica del municipium de Albintimilium, cuyo territorio se extendía desde Menton hasta las puertas de San Remo, es incierto. Por tradición se cree que el primer obispo de Ventimiglia fue Cleto, discípulo de san Bernabé, en el año 75. Sin embargo, el primer obispo históricamente documentado es Giovanni, quien participó en el sínodo romano del 680; en este período los habitantes ya habían abandonado el antiguo centro romano para refugiarse en la margen derecha del río Roya, donde habían construido la nueva ciudad.
Originalmente la sede de Ventimiglia era sufragánea de la arquidiócesis de Milán; esta dependencia está documentada por primera vez en el capitolare olonense del año 825. La serie episcopal del primer milenio es muy incierta y confusa y hay pocos nombres históricamente ciertos y fiables, a pesar de que, a partir del siglo XIX, se ha extendido una larga lista episcopal con unos cuarenta nombres desde Cleto hasta principios del siglo XIII. En esta época destacó el obispo Guglielmo, venerado como beato por la Iglesia local, por su labor de intermediación e intercesión a favor de los ciudadanos de Ventimiglia, derrotados por Génova tras un asedio de la ciudad que duró tres años (1219-1222).
En el siglo XI la reliquia de la cabeza de san Segundo mártir, patrono de la diócesis desde 1602, fue llevada a Ventimiglia por un obispo cuyo nombre se desconoce. El resto del cuerpo, que entonces se encontraba en el valle de Susa, se conserva en Turín.
Durante el Cisma de Occidente, la diócesis perdió su unidad y quedó dividida en dos entidades eclesiásticas. El obispo de Ventimiglia, de obediencia romana, ejercía su autoridad sobre los territorios de la diócesis dependientes de la República de Génova, mientras que el obispo de obediencia de Aviñón, que tenía su sede en Sospello, ejercía su autoridad sobre los territorios diocesanos dependientes de los condes de Saboya y los señores de Tenda.
Durante el siglo XVI, gracias a un decreto del rey Carlos IX de Francia, que permitía el libre ejercicio de la confesión luterana, la nueva religión se difundió ampliamente en la parte de la diócesis controlada por los Saboya. Correspondió a los obispos Carlo Grimaldi y Francesco Galbiati restablecer su autoridad y aplicar enérgicamente los decretos del Concilio de Trento. El obispo Carlo Visconti fue responsable de la creación del seminario diocesano en septiembre de 1564.
En el siglo XVII destacó especialmente el obispo Mauro Promontorio, benedictino genovés, que «supo combinar celo pastoral y solicitud afable, hasta el punto de que su episcopado constituyó un importante punto de inflexión»: embelleció y amplió la catedral, convocó dos sínodos, llevó a cabo una mediación entre la República genovesa y Saboya.
Un informe de 1777 informa que la diócesis en ese momento estaba compuesta por 35 parroquias (incluidas dos en Sospello), para un total de aproximadamente treinta y cinco mil fieles. Desde el punto de vista civil, la diócesis estaba dividida en tres entidades políticas:
- el Reino de Cerdeña: Sospello, Molinetto, Castellaro, Gorbio, Sant'Agnese, Castiglione, Breglio, Saorgio, Tenda, Briga, Dolceacqua, Isolabona, Apricale, Perinaldo, Rocchetta, Seborga, Pigna y Buggio;
- la República de Génova: Ventimiglia, Bevera, Airole, Penna, Camporosso, Vallecrosia, San Biagio, Soldano, Bordighera, Borghetto, Sasso, Vallebona, Castelfranco (Castel Vittorio) y Bajardo;
- el Principado de Mónaco: Menton y Roccabruna.

La diócesis sufrió fuertes cambios durante el período napoleónico. En 1797 pasó a formar parte de la provincia eclesiástica de la arquidiócesis de Génova, pero en el mismo año cedió las parroquias del Principado de Mónaco y las del Reino de Cerdeña a la diócesis de Niza, manteniendo sólo las quince parroquias sujetas a la República de Génova. Así reducida, la diócesis corría el riesgo de ser suprimida. El 5 de abril de 1806 volvió a cambiar de provincia eclesiástica, pasando a formar parte de la de la arquidiócesis de Aix en virtud de la bula Expositum cum Nobis del papa Pío VII.
Después del Congreso de Viena, la situación anterior se fue restableciendo lentamente. El 30 de mayo de 1818, mediante la bula Sollicitudo omnium ecclesiarum del papa Pío VII, volvió a ser sufragánea de la arquidiócesis de Génova. El 20 de junio de 1831, mediante la bula Ex iniuncto nobis del papa Gregorio XVI, la diócesis amplió sus fronteras con la adquisición de veinticinco parroquias de la diócesis de Albenga, incluida la ciudad de San Remo, y ocho parroquias de diócesis de Niza.
En 1860 cedió temporalmente Briga Marittima y Tenda a la diócesis de Cúneo. Regresaron a la sede de Ventimiglia de 1886 a 1947, cuando pasaron a la diócesis francesa de Niza. La nueva frontera estatal entre el Reino de Italia y el Imperio francés determinó el paso a las diócesis francesas de las parroquias de la zona de Menton (Mentone, Roccabruna, Gorbio y Sant'Agnese), de las zonas internas de los valles de Bevera (Sospello y Molinetto) y Roja (Breglio y Saorgio).
El 3 de julio de 1975 la diócesis asumió su nombre actual mediante el decreto In diocesi Ventimiliensi de la Congregación para los Obispos. El mismo día, con el decreto Novissimis hisce, se erigió la iglesia de San Siro en San Remo como concatedral de la diócesis.

## Estadísticas
Según el Anuario Pontificio 2023 la diócesis tenía a fines de 2022 un total de 139 360 fieles bautizados.
| Año                                                                             | Población            | Población | Población      | Sacerdotes | Sacerdotes    | Sacerdotes    | Bautizados por sacerdote | Diáconos permanentes | Religiosos | Religiosos | Parroquias |
| Año                                                                             | Bautizados católicos | Total     | % de católicos | Total      | Clero secular | Clero regular | Bautizados por sacerdote | Diáconos permanentes | Varones    | Mujeres    | Parroquias |
| ------------------------------------------------------------------------------- | -------------------- | --------- | -------------- | ---------- | ------------- | ------------- | ------------------------ | -------------------- | ---------- | ---------- | ---------- |
| 1950                                                                            | 98 161               | 98 161    | 100.0          | 192        | 142           | 50            | 511                      |                      | 150        | 743        | 88         |
| 1970                                                                            | 175 500              | 178 000   | 98.6           | 180        | 120           | 60            | 975                      |                      | 66         | 395        | 98         |
| 1980                                                                            | 186 400              | 189 600   | 98.3           | 166        | 111           | 55            | 1122                     |                      | 59         | 628        | 101        |
| 1990                                                                            | 175 300              | 180 400   | 97.2           | 142        | 90            | 52            | 1234                     |                      | 55         | 520        | 101        |
| 1999                                                                            | 150 000              | 155 450   | 96.5           | 135        | 83            | 52            | 1111                     |                      | 55         | 440        | 99         |
| 2000                                                                            | 150 000              | 155 450   | 96.5           | 132        | 82            | 50            | 1136                     |                      | 53         | 353        | 99         |
| 2001                                                                            | 150 000              | 155 450   | 96.5           | 132        | 77            | 55            | 1136                     |                      | 58         | 350        | 99         |
| 2002                                                                            | 150 000              | 155 450   | 96.5           | 130        | 75            | 55            | 1153                     |                      | 58         | 320        | 99         |
| 2003                                                                            | 150 000              | 155 450   | 96.5           | 130        | 75            | 55            | 1153                     |                      | 58         | 320        | 99         |
| 2004                                                                            | 150 000              | 155 450   | 96.5           | 121        | 73            | 48            | 1239                     |                      | 54         | 309        | 99         |
| 2010                                                                            | 150 000              | 155 450   | 96.5           | 104        | 65            | 39            | 1442                     | 8                    | 45         | 250        | 99         |
| 2014                                                                            | 152 400              | 158 000   | 96.5           | 90         | 56            | 34            | 1693                     | 15                   | 39         | 198        | 99         |
| 2017                                                                            | 140 900              | 145 348   | 96.9           | 100        | 65            | 35            | 1409                     | 15                   | 38         | 119        | 99         |
| 2020                                                                            | 140 900              | 144 900   | 97.0           | 100        | 65            | 35            | 1405                     | 18                   | 40         | 118        | 99         |
| 2022                                                                            | 139 360              | 144 350   | 96.5           | 97         | 68            | 29            | 1436                     | 22                   | 37         | 104        | 100        |
| Fuente: Catholic-Hierarchy, que a su vez toma los datos del Anuario Pontificio. |                      |           |                |            |               |               |                          |                      |            |            |            |

## Episcopologio
La siguiente cronología, hasta el beato Guglielmo a principios del siglo XIII, es la relatada por Girolamo Rossi. Según Lanzoni, no se conoce ningún nombre de obispo antes de 680 , aunque la diócesis es "probablemente anterior al siglo VII". De los treinta y ocho obispos citados por Rossi hasta Guglielmo, Semeria y Cappelletti mencionan sólo diez, Gams trece. La mayoría de estos nombres son completamente desconocidos para Ughelli y Coletti, editores de la segunda edición de la Sagrada Italia (siglos XVII-XVIII), que documentan sólo tres obispos.
- Cleto? †
- Rudrigo? † (137)
- Frodonio? † (189)
- Fabiano? † (241)
- Eilegio o Eulolio? † (292)
- Eutiche? † (351)
- Dionisio? † (396)
- Felice? † (430)
- Lattanzio? † (451)
- Menigio? † (477)
- Rudrigo II? † (493)
- Anastasio? † (509)
- Franco? † (531)
- Mistrale? † (559)
- Morono? † (591)
- Pastore? † (623)
- Giovanni † (mencionado en 680)
- Luccio? (anónimo) † (mencionado en 700)[nota 2]
- Eustachio? † (704)
- Eugenio? † (728)
- Giocondo? † (757)
- Amerio † (siglo VIII)
- Lancio? † (803)
- Giovanni II? † (831)
- Amatore? † (861)
- Giocondo II? † (863)
- Amato † (mencionado en 933)
- Mildone? † (937)
- Aldegrano (o Mildone) † (mencionado en 940)[nota 3]
- Gioioso? (anónimo) † (mencionado en 962)[nota 4]
- Penteio? † (976)
- Anónimo † (mencionado en 990) [nota 5]
- Bartolomeo † (mencionado en 1026)[nota 6]
- Brunengo † (siglo XI)[nota 7]
- Tommaso † (mencionado en 1064)
- Martino † (antes de 1090-después de 1110)
- Alecio o Alerio? † (mencionado en 1120)
- Anónimo † (mencionado en 1130)[nota 8]
- Cornelio? (anónimo) † (mencionado en 1146)[nota 9]
- Stefano † (antes de 1160-después de 1179)
- Guido? † (mencionado en 1198)
- Beato Guglielmo † (antes de 1207-circa 1232 falleció)[nota 10]
- Nicolò Lercari † (1233-18 de marzo de 1244 depuesto)[6]
- Jacopo di Castell'Arquato, O.P. † (18 de marzo de 1244-1250 falleció)[7]
- Azzone Visconti † (antes del 17 de enero de 1251-?)
- Norgando? † (mencionado en 1262)
- Giovanni III † (?-1265)
- Oberto Visconti † (1265-después de noviembre de 1269)
- Jacopo Gorgonio † (mencionado en 1270)
- Guglielmo II † (1273-1293 falleció)
- Giovanni IV † (antes de 1297-1304 falleció)
- Ottone Lascaris † (5 de enero de 1304-13 de noviembre de 1320[8] falleció)
- Raimondo, O.P. † (26 de noviembre de 1320-6 de septiembre de 1328 nombrado obispo de Vence)
- Pietro Malocello, O.P. † (6 de septiembre de 1328-enero de 1345 falleció)
- Bonifacio de Villaco, O.S.A. † (31 de enero de 1345-1348 falleció)
- Angelo da Reggio † (14 de agosto de 1348-19 de noviembre de 1350 nombrado obispo de Tricarico)
- Pietro Gisio, O.P. † (22 de noviembre de 1350-2 de noviembre de 1352 nombrado arzobispo de Brindisi)
- Ruffino Francesco † (5 de diciembre de 1352-? falleció)
- Roberto de Cruseyo, O.P.† (16 de mayo de 1373-circa 1381 falleció)
- Jacopo Fieschi † (circa 1381-1382 nombrado arzobispo de Génova)
- Benedetto Boccanegra † (8 de octubre de 1382-1418 falleció)
  - Bertrando Imberti, O.F.M. † (2 de diciembre de 1381-1386 falleció) (antiobispo)
  - Pietro Marinaco, O.F.M. † (27 de agosto de 1392-4 de septiembre de 1409 nombrado obispo de Famagusta) (antiobispo)
  - Bartolomeo de Giudici † (22 de junio de 1408-1418 falleció) (antiobispo)
- Tommaso Rivato † (29 de marzo de 1419-27 de enero de 1422 falleció)
- Ottobono de Bellonis † (18 de febrero de 1422-1452 falleció)
- Jacopo de Fei † (15 de marzo de 1452-1467 falleció)
- Stefano de Robiis † (1 de junio de 1467-antes del 22 de abril de 1471 falleció)
- Giovanni Battista de Giudici, O.P. † (22 de abril de 1471-después del 4 de febrero de 1484 falleció)[nota 11]
- Antonio Pallavicini Gentili † (15 de junio de 1484-27 de enero de 1486 nombrado obispo de Orense)
- Solcetto Fieschi † (1486-1487)
- Alessandro Campofregoso † (5 de marzo de 1487-1501 renunció)
- Domenico Vaccari † (24 de enero de 1502-1511 renunció)
- Alessandro Campofregoso † (1511-después del 20 de abril de 1518 renunció) (por segunda vez)
  - Innocenzo Cybo † (27 de julio de 1519-8 de agosto de 1519 renunció) (administrador apostólico)
- Filippo de Mari † (8 de agosto de 1519-1554 renunció)
- Giovanni Battista de Mari † (18 de mayo de 1554-28 de noviembre de 1561 falleció)
- Carlo Visconti † (5 de diciembre de 1561-6 de julio de 1565 nombrado obispo de Montefeltro)
- Benedetto Lomellini † (6 de julio de 1565-7 de septiembre de 1565 nombrado obispo de Luni-Sarzana)
- Carlo Grimaldi † (8 de diciembre de 1565-26 de noviembre de 1572 nombrado obispo de Albenga)
- Francesco Galbiati † (9 de febrero de 1573-18 de diciembre de 1600 falleció)
  - Giulio Cesare Recordati † (1601-1602 falleció) (obispo electo)
- Stefano Spinola, C.R. † (15 de abril de 1602-22 de diciembre de 1613 falleció)
- Girolamo Curlo † (27 de agosto de 1614-13 de noviembre de 1616 falleció)
- Nicolò Spinola, C.R. † (30 de enero de 1617-23 de septiembre de 1622 falleció)
- Giovanni Francesco Gandolfo † (20 de marzo de 1623-10 de enero de 1633 nombrado obispo de Alba)
- Lorenzo Gavotti, C.R. † (20 de junio de 1633-17 de enero de 1653 renunció)
- Mauro Promontorio, O.S.B. † (22 de junio de 1654-4 de enero de 1685 falleció)
- Girolamo Naselli † (10 de septiembre de 1685-7 de febrero de 1695 nombrado obispo de Luni-Sarzana)
- Giovanni Stefano Pastori † (2 de mayo de 1695-29 de mayo de 1700 falleció)
- Ambrogio Spinola, B. † (6 de junio de 1701-10 de marzo de 1710 nombrado obispo de Luni-Sarzana)
- Carlo Mascardi, B. † (7 de abril de 1710-9 de diciembre de 1731 falleció)
- Antonio Maria Bacigalupi, O.M.D. † (31 de marzo de 1732-15 de julio de 1740 falleció)
- Pier Maria Gustiniani, O.S.B. † (17 de abril de 1741-5 de octubre de 1765 falleció)
  - Nicolò Pasquale de Franchi † (1765-1766) (obispo electo)
- Angelo Luigi Giovo, O.S.B. † (28 de septiembre de 1767-6 de abril de 1774 falleció)
- Domenico Maria Clavarini, O.P. † (13 de marzo de 1775-1 de octubre de 1797 falleció)
  - Sede vacante (1797-1804)
- Paolo Girolamo Orengo, Sch.P. † (24 de septiembre de 1804-30 de mayo de 1812 falleció)
  - Sede vacante (1812-1820)
- Felice Levrieri † (2 de octubre de 1820-5 de mayo de 1824 falleció)
  - Sede vacante (1824-1831)
- Giovanni Battista De Albertis † (28 de febrero de 1831-12 de noviembre de 1836 renunció[nota 12])
- Lorenzo Giovanni Battista Biale † (19 de mayo de 1837-26 de junio de 1877 falleció)
- Beato Tommaso Reggio † (26 de junio de 1877 por sucesión-11 de julio de 1892 nombrado arzobispo de Génova)
- Ambrogio Daffra † (11 de julio de 1892-3 de agosto de 1932 falleció)
- Agostino Rousset † (27 de enero de 1933-3 de octubre de 1965 falleció)[nota 13]
- Angelo Raimondo Verardo, O.P. † (8 de abril de 1967-7 de diciembre de 1988 retirado)
- Giacomo Barabino † (7 de diciembre de 1988-20 de marzo de 2004 retirado)
- Alberto Maria Careggio (20 de marzo de 2004-25 de enero de 2014 retirado)
- Antonio Suetta, desde el 25 de enero de 2014